# Балинци
Балинци (на македонска литературна норма: Балинци) е село в община Валандово, Северна Македония.

## География
Балинци е разположено на около 10 км югоизточно от град Валандово. Най-близките селища са от изток са Марвинци на европейски път Е75 и село Брайковци от запад. През селото минава регионалният път 1401, който свързва Струмица с Марвинци.

## История
В XIX век Балинци е малко чисто българско село в Дойранска каза на Османската империя. Църквата в селото „Свети Димитър“, изградена преди 1860 година от Андон Китанов, пострадва от земетресението в 1931 година и е възобновена по-късно. В „Етнография на вилаетите Адрианопол, Монастир и Салоника“, издадена в Константинопол в 1878 година и отразяваща статистиката на населението от 1873, Балинци (Balintzi) е посочено като селище с 23 домакинства, като жителите му са 85 българи.
Според статистиката на Васил Кънчов („Македония. Етнография и статистика“) от 1900 г. Балинци има 150 жители, всички българи християни. В началото на XX век християнското население на Балинци е под върховенството на Българската екзархия. По данни на секретаря на Екзархята Димитър Мишев („La Macédoine et sa Population Chrétienne“) през 1905 година в Балинци (Balintzi) има 144 българи екзархисти и в селото работи българско училище.
По време на Илинденското въстание местни жители, заедно с жители на други села излизат в планината, въоръжени, както пише местният учител Дине Удовалиев, „кой с пушка, кой със секира“. Три дни по-късно, след нареждане от ръководно тяло във ВМОРО, всички се прибират по селата си. На 21 септември 1903 година една десетка от четата на Аргир Манасиев е открита от турска войска в Балинци. Къщата, в която се укриват е подпалена, а в последвалата ръкопашна схватка шестима четници са убити.
За сравнително неголямото си население Балинци взема много дейно участие във войните за национално освобождение и обединение. При избухването на Балканската война в 1912 година 10 души от Балинци са доброволци в Македоно-одринското опълчение. Селото е освободено от местна чета, която участва в освобождението и на други места във Валандовско. Балинци пострадва по време на Междусъюзническата война. В Карнегиевата анкета селото е посочено като едно от 15-те български села в Гевгелийско, опожарени от гръцки и сръбски войски.
По време на Първата световна война Балинци е част от Валандовска община в Дойранска околия на Струмишки окръг и има 161 жители.
При Валандовското земетресение от 1931 година селото е сравнено със земята.

### Преброявания
В Балинци има 72 домакинства в 2002 година, като жителите му, според преброяванията, са:
- 1994 – 331
- 2002 – 328

## Личности
Родени в Балинци
- Андон Ставрев (Ставров, 1887 – ?), македоно-одрински опълченец, четата на Ичко Димитров, Втора рота на Петнадесета щипска дружина[15]
- Венедикт Кралевич (1765 – 1862), православен духовник, митрополит
- Георги Котев (Гоно, 1880 – ?), македоно-одрински опълченец, четата на Ичко Димитров, Втора рота на Тринадесета кукушка дружина[16]
- Дине Ат. Митрев (1880 – ?), македоно-одрински опълченец, Трета рота на Тринадесета кукушка дружина, Сборна партизанска рота на МОО[17]
- Дино Атанасов (Динко, 1880 – ?), македоно-одрински опълченец, четата на Ичко Димитров, четата на Коста Христов Попето, Тринадесета кукушка дружина, Сборна партизанска рота на МОО[18]
- Дине Удовалиев (1875 - ?), учител, един от ръководителите на ВМОРО в Балинци
- Иван Христов (1867/1872 – ?), македоно-одрински опълченец, четата на Ичко Димитров, Втора рота на Тринадесета кукушка дружина[19]
- Мито Андонов, македоно-одрински опълченец, 24-годишен, четата на Ичко Димитров[20]
- Михаил Петков (1880 – 1913), македоно-одрински опълченец, четата на Коста Христов Попето, Първа рота на Тринадесета кукушка дружина, изчезнал безследно в Междусъюзническата война на 21 (25) юни 1913 година[21]
- Мицо Митков (1864 – ?), македоно-одрински опълченец, четата на Коста Попето, четата на Ичко Димитров, Втора рота на Петнадесета щипска дружина[22]
- Пено Гегата (вер. Гегов) – Дели Хасан, ръководител на селския революционен комитет през 1906 година[23]
- Саве Янев (р.1948), офицер, генерал-майор от Северна Македония
- Христо Пенов Гегов (1884 – ?), деец на ВМОРО, четник на Коста Христов Попето през пролетта на 1912 г.,,[24] македоно-одрински опълченец в четата на Коста Христов Попето и в четата на Ичко Димитров[25]
- Яно Печков (1864 – ?), македоно-одрински опълченец, четата на Ичко Димитров, Продоволствен транспорт на МОО[26]

Починали в Балинци
- Дино Андонов Инджекъчов (? – 1903), български революционер от Богданци, четник на ВМОРО, убит на 21 септември 1903 година[27]
- Иван Джочков (? – 1903), български революционер от Купа, четник на ВМОРО, убит на 21 септември 1903 година[28]
- Христо Фиров Тодев (? – 1903), български революционер от Мачуково, четник на ВМОРО, убит на 21 септември 1903 година[29]